# Sällskapet CC

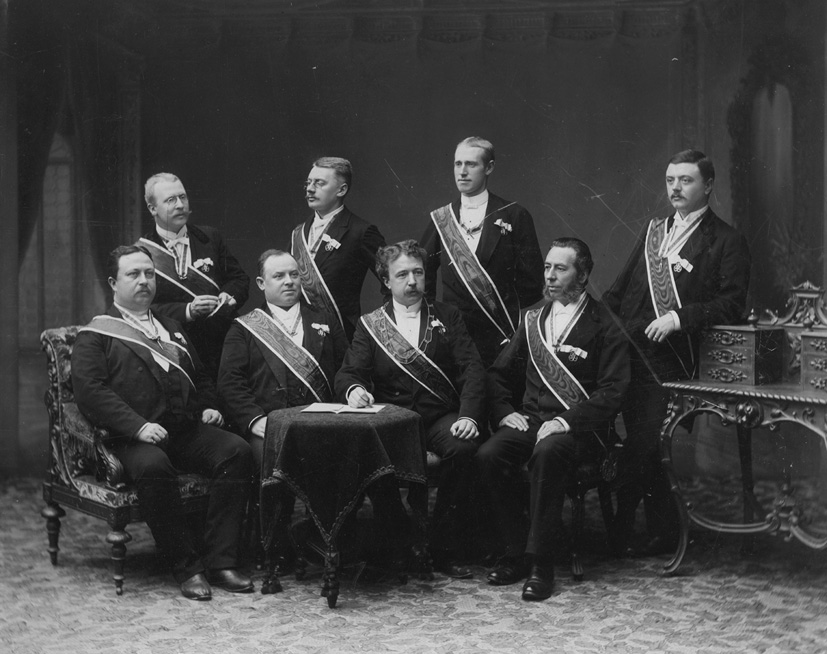
Sällskapet CC:s Höga Råd omkring 1890. I bakre raden från vänster: QQ-mästare Ewert Wrangel, kapellmästare Alfred Berg, cancellimästare Carl Martin Collin samt troligen chormästare Emil Norrman. I främre raden ceremonimästare Carl Sjöström, justitiemästaren Magnus Billing, stormästare Nils Flensburg och skattmästare Axel Westerström.

Sällskapet CC (förkortning för latinets Cedant Curæ = vike bekymren) är ett akademiskt ordenssällskap av parodisk karaktär i Lund, instiftat den 20 september 1868.

## Historik och organisation

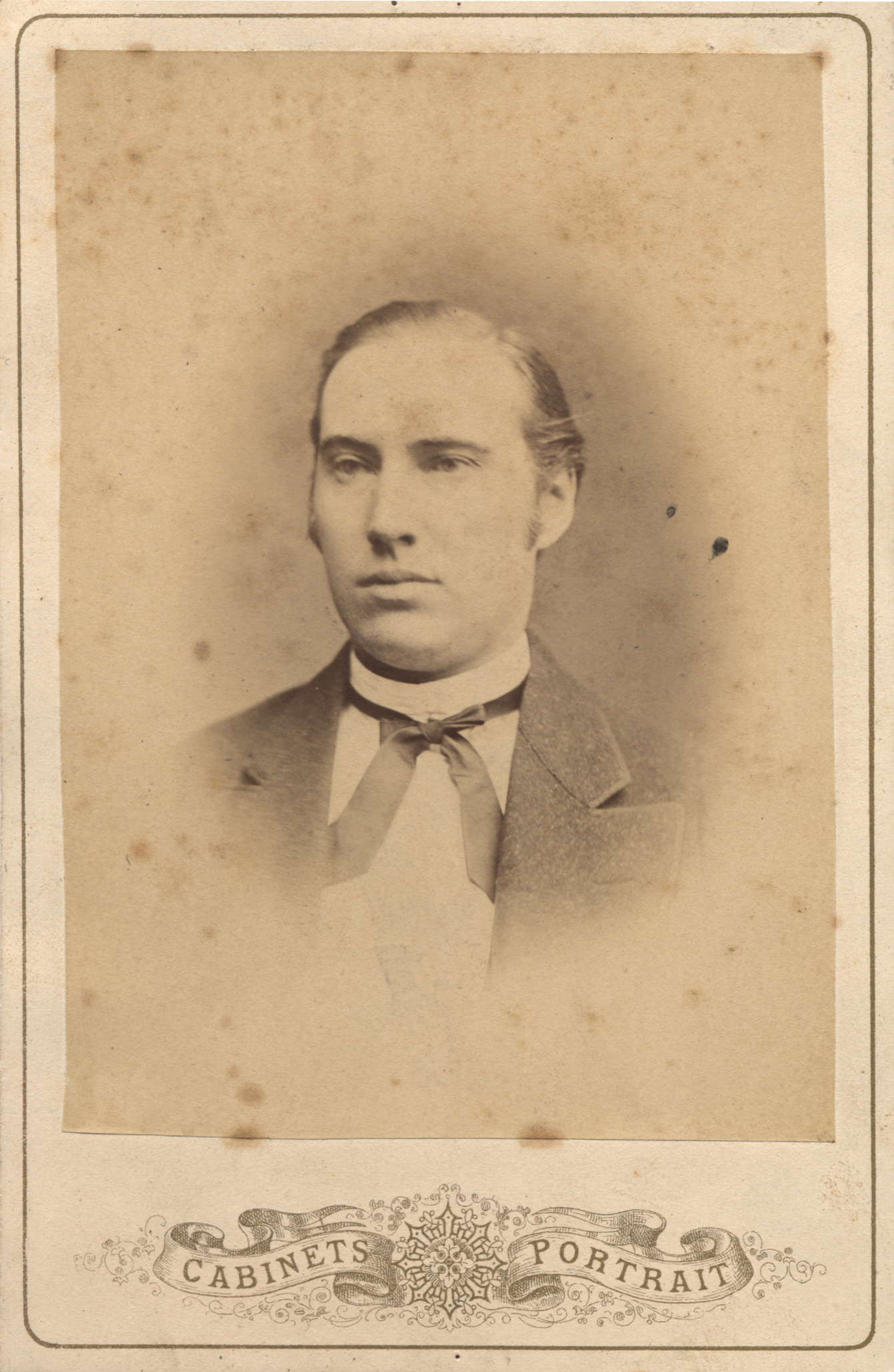
Till CC:s förste stormästare utsågs Carl Wilhelm Linnell (1842–1876) från Skatelöv i Västra Torsås, filosofie studerande och i kamratkretsen känd som "Glade Wille". Linnell avlade examen 1874 men gick bort i lungsot endast två år senare.

Sällskapets instiftare var Carl Wilhelm Linnell, Frans August Sundberg, Hasse W. Tullberg (senare bokförläggare), Carl Magnus Zander (senare professor i latin) och August Hammarström (senare kyrkoherde). Av dessa var sannolikt Tullberg den mest drivande kraften, även om det blev den endast få år därefter avlidne Linnell (1842–1876) som valdes till den förste stormästaren, sällskapets högsta ämbete.
Vid sidan av stormästaren styrs CC av det "höga rådet", vilket utgörs av ett antal olika mästare. Deras antal och titlar har varierat något under tidernas lopp, men de poster vilka funnits med mer eller mindre sedan starten är de som ceremonimästare, justitiemästare, cancellimästare, chormästare och den så kallade QQ-mästaren. Den sistnämndes uppgift är att satiriskt skildra aktuella händelser såväl lokalt i Lund som på ett nationellt och internationellt plan.
Sällskapet omfattade i början endast en trängre krets studenter, huvudsakligen med anknytning till Smålands nation, men dess aktivitet var desto livligare med ett stort antal sammankomster per år. Medlemsantalet växte dock snabbt och från 1870 fick man flytta sammankomsterna från medlemmarnas privata studentrum till Akademiska Föreningen (AF) där man sedan huserade i åtskilliga decennier, från 1889 i föreningens stora sal. I modernare tid har sällskapets aktiviteter dock fram till 2009 huvudsakligen varit förlagda till Grand Hotel, innan CC 2010 återvände till AF. Under 1800-talets senare hälft etablerades också en stark personell koppling mellan CC och Lunds Studentsångförening, och fyra av den senares ledare under denna period – Ludvig Ljungman, Henrik Möller, Josef Lind och Alfred Berg – hade också höga förtroendeposter inom CC.
Under de första tjugo åren av CC:s existens skiftade innehavarna av de högre posterna ofta. En stabilare tingens ordning tog sin början med den blivande professorn i sanskrit, Nils Flensburgs val till stormästare 1887. Flensburg upprätthöll posten ända till 1922 (dock med ett uppehåll i sällskapets verksamhet 1900–1909) och fungerade härunder som CC:s samlande kraft. Därtill kom hans välkända talanger som högtidstalare och skald till god användning vid sällskapets högtidssammankomster.
Flensburg efterträddes som stormästare av Ewert Wrangel, professor i konst- och litteraturhistoria, även han en stor vältalare, som vid sin död 1940 följdes av anatomiprofessorn Ivar Broman. Vid dennes bortgång 1946 skall sällskapet, enligt en historik av Pelle Holm, ha fallit i en längre dvala och verksamheten ha återupptagits först i och med dess 90-årsjubileum 1958, nu med sagde Holm som stormästare. Bevarade handlingar i Sten Bromans personarkiv på Lunds universitetsbibliotek indikerar dock att åtminstone Höga Rådet träffats regelbundet även under detta uppehåll. 
Posten som stormästare har efter den nämnde ordboksredaktören Pelle Holm innehafts av namn som konstvetaren Aron Borelius (1963–1974), kompositören Sten Broman – son till Ivar – (1975–1983), universitetsrektorn och kärnfysikern Sven Johansson (1983–1992), etnologen Jan-Öjvind Swahn (1992–2001), fysikern Hans-Uno Bengtsson (2001–2007) och rektor Per Ola Olsson (2007-2020). Nuvarande stormästare är arkivarie Fredrik Tersmeden.
Merparten av CC:s medlemmar har lundaakademisk bakgrund, vilket dock inte är något formellt krav för inval, och bland annat finns en lång tradition av att även välja in danska ledamöter i sällskapet (den förste var författaren Sophus Bauditz, vilken recipierade i CC 1873). Sällskapets högtidssammankomst har genom historien firats vid olika datum men hålls numera kring månadsskiftet januari-februari. Möte med inval av nya bröder (så kallad ballotering) hålls i november.
Under en längre period hade CC även en filialloge i Stockholm, huvudsakligen befolkad av gamla lundensare i förskingringen. Filialen leddes av en "styrande konsul", en post som bekläddes av bland andra riksarkivarien Ingvar Andersson och hovpredikanten Gunnar Dahmén.
Några formella kriterier för inval i CC finns inte. Den ovannämnde Pelle Holm formulerade det dock 1964 som att:
"[v]illkoret för att bli invald i CC, det är inte samhällsställningen utan det är sinnelaget. Redan i begynnelsen präglades lösenordet 'CC-sinnet'. Innebörden har växlat med tidsandan, men det väsentliga är förmågan att inte ta sej själv högtidligt – åtminstone en gång om året. Den som inte har CC-sinnet, han får det, när han kommer dit. Och den som inte får det, han kan väl av misstag ha kommit dit, men han kommer inte igen. Så det reglerar sej själv."

## Kända CC-bröder (utöver ovan nämnda)
Från starten 1868 till uppehållet 1946–1958 intogs totalt 1070 personer ("bröder") i CC, en siffra som efter 1958 utökats med ytterligare drygt 500 personer. Bland dessa återfinns åtskilliga mer bemärkta namn, naturligt nog inte minst inom den akademiska världen, men även inom andra samhällsområden. Särskilt kan noteras att sällskapet omfattat minst tre ledamöter av Svenska Akademien (Henrik Schück, Karl Ragnar Gierow och Ragnar Josephson) samt tre utrikesministrar (Albert Ehrensvärd d.y., Johannes Hellner och Fredrik Ramel). Ett urval av andra kända CC-bröder redovisas nedan (årtalet inom parentes angiver receptionsår):
- Hans Henric Hallbäck, docent i estetik, författare till Lincolnvisan (1873)
- Bengt Jönsson, botaniker, rektor för Lunds universitet (1880)
- Karl Wåhlin, grundare av tidskriften Ord&Bild (1882)
- Otto Sylwan, litteraturhistoriker (1887)
- Jacob Larsson, Sveriges förste civile sjöförsvarsminister (1887)
- Erland Lagerlöf, översättare av Iliaden och Odysséen (1887)
- Alfred Berg, körledare, kompositör (1888; kapellmästare från 1889)
- Magnus Blix, fysiolog, rektor för Lunds universitet (1888)
- Arthur Stille, historiker (1889)
- Janne Rydberg, fysiker (1891)
- Ernst Norlind, konstnär (1897)
- Einar Ralf, sångare (1910)
- Sigurd Agrell, professor i slaviska språk (1918)
- Ture Sjögren, redaktör, arkivarie och lundaprofil (1919)
- Sigfrid Lindström, författare (1920)
- Fritiof Nilsson Piraten, författare (1923)
- Albert Levan, genetiker, fastställare av människans kromosomantal (1927)
- Frans G. Bengtsson, författare (1931)
- Gunnar Jarring, ambassadör och språkman (1932)
- Knut Lundmark, astronom (1935)
- Johan Johansson, konstnär (1936)
- Thede Palm, underrättelsechef (1937)
- Kim Meurling, reklamman (1958)
- Tord Simonsson, biskop i Strängnäs (1961)
- Aron Borelius, professor (1958)
- Sten Samuelson, arkitekt (1968)
- Per "YP" Hansson, överläkare, toddy- och lundaspexare (1980)
- Fritte Friberg (1984) och Kryddan Peterson, underhållare i bland annat Helt apropå
- Fredrik Tersmeden, arkivarie och studentprofil i Lund (1995)
- Gunnar Ljusterdal, redaktör för Grönköpings Veckoblad (1998)

## Sällskapet CC i Uppsala
Ungefär vid samma tid som det lundensiska CC bildades fanns ett akademiskt ordenssällskap med samma namn i Uppsala. I detta fall stod förkortningen CC dock för "Consistoriales Conscripti". Detta sällskap verkar endast ha haft verksamhet under de två åren 1866–1867 och den bevarade medlemsförteckningen (numera deponerad i Samfundet SHT:s arkiv) upptar endast totalt 36 namn. Något samband mellan detta ordenssällskap och dess kort efteråt bildade lundensiska namne är inte känt.